# Manzan-Gurme Tesserae
Le Manzan-Gurme Tesserae sono una struttura geologica della superficie di Venere.